# دانشگاه سینت جوزف (آمریکا)
دانشگاه سینت جوزف (به انگلیسی: Saint Joseph's University) یک دانشگاه خصوصی‌ست که در پنسیلوانیا قرار دارد. این دانشگاه در سال ۱۸۵۱ پایه‌گذاری شد.

## نگارخانه

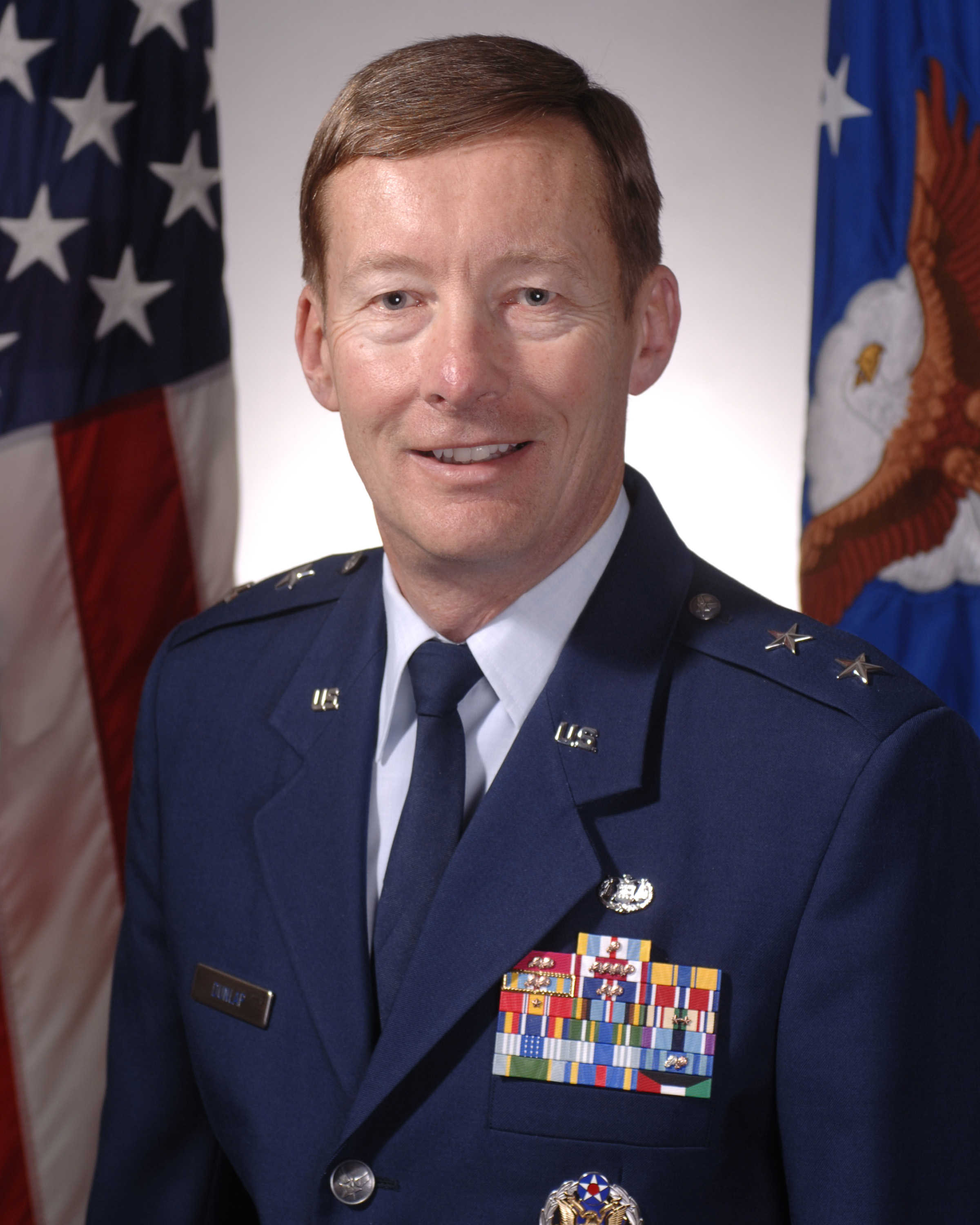
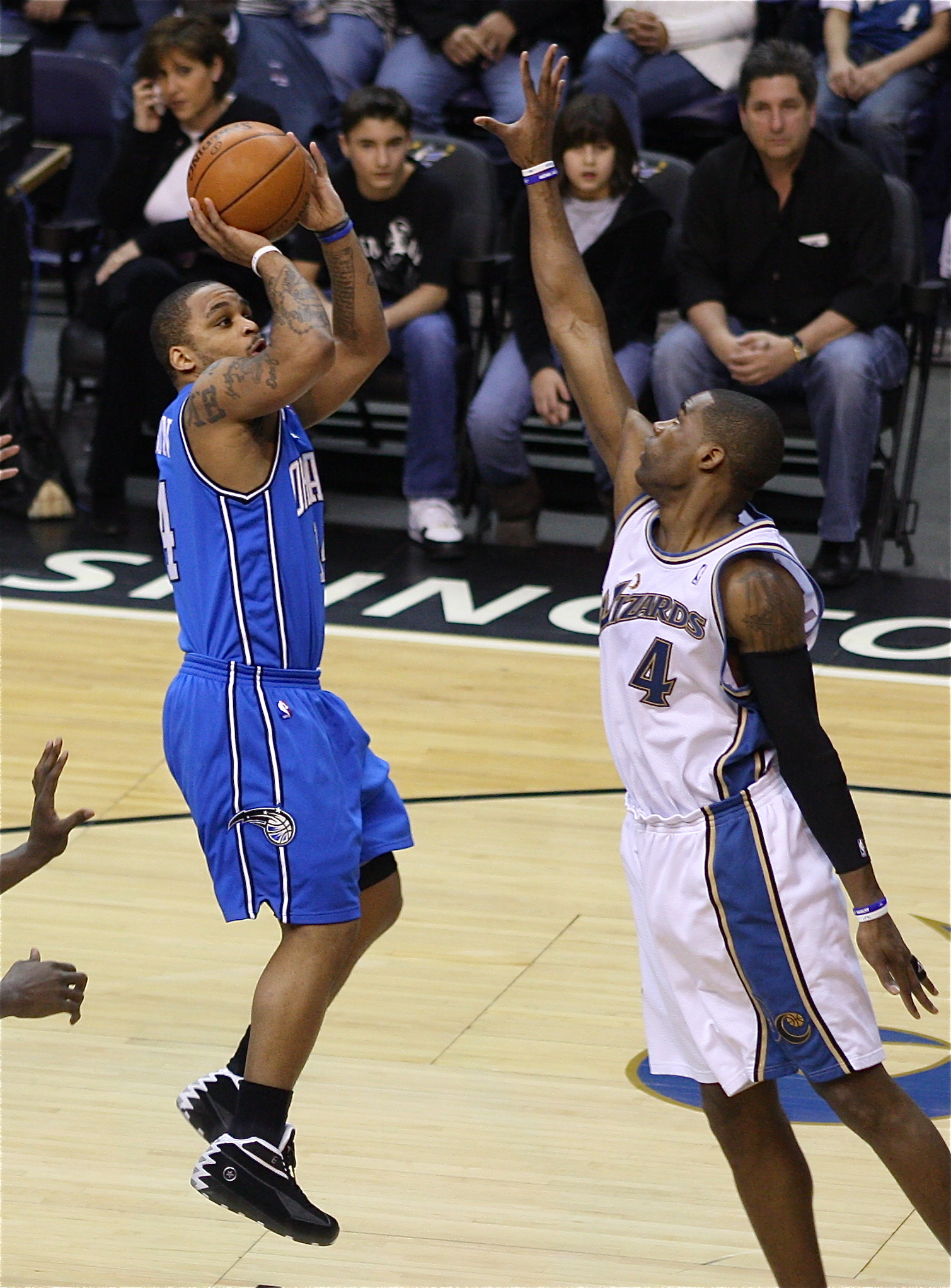
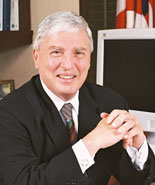
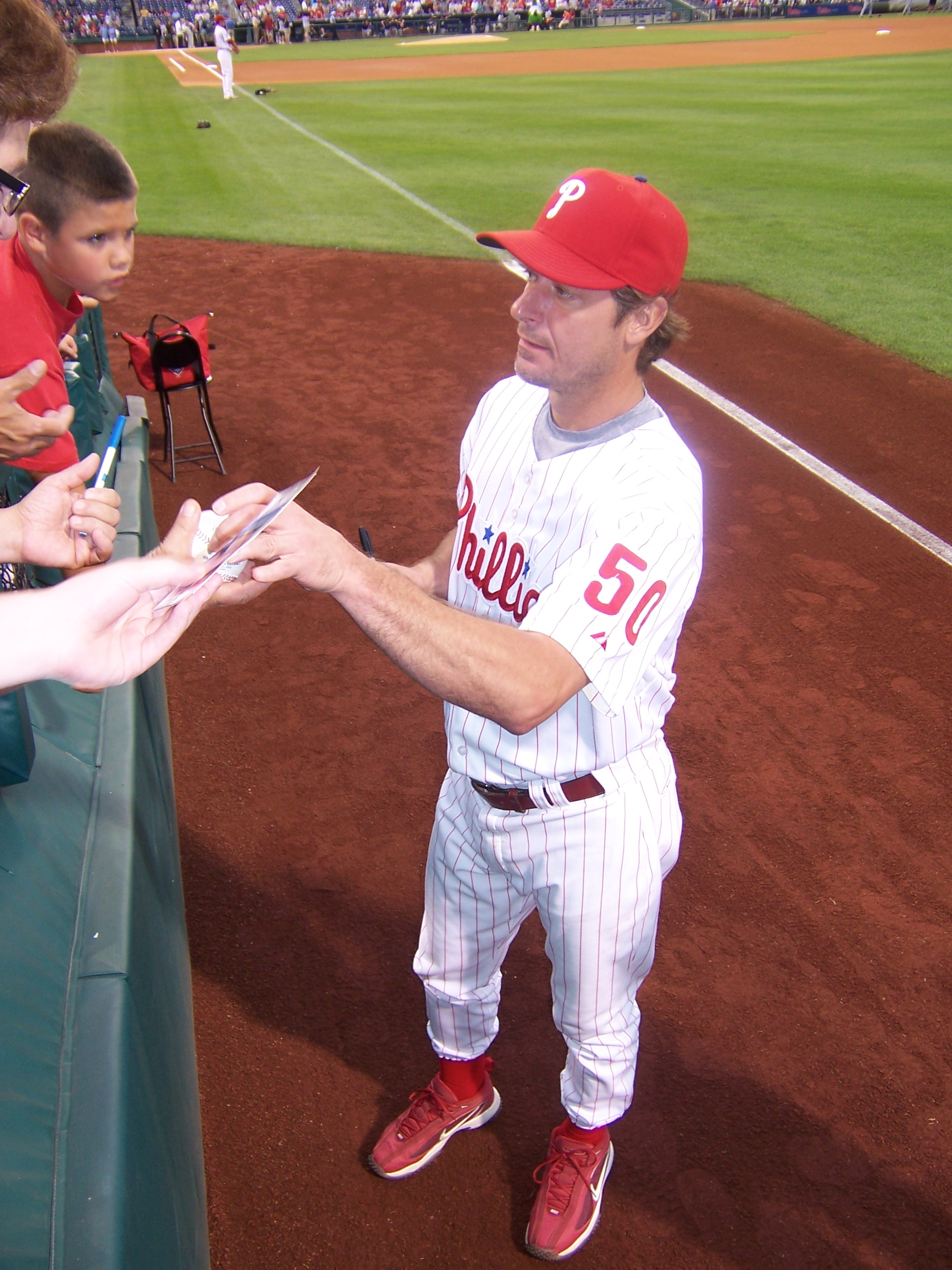
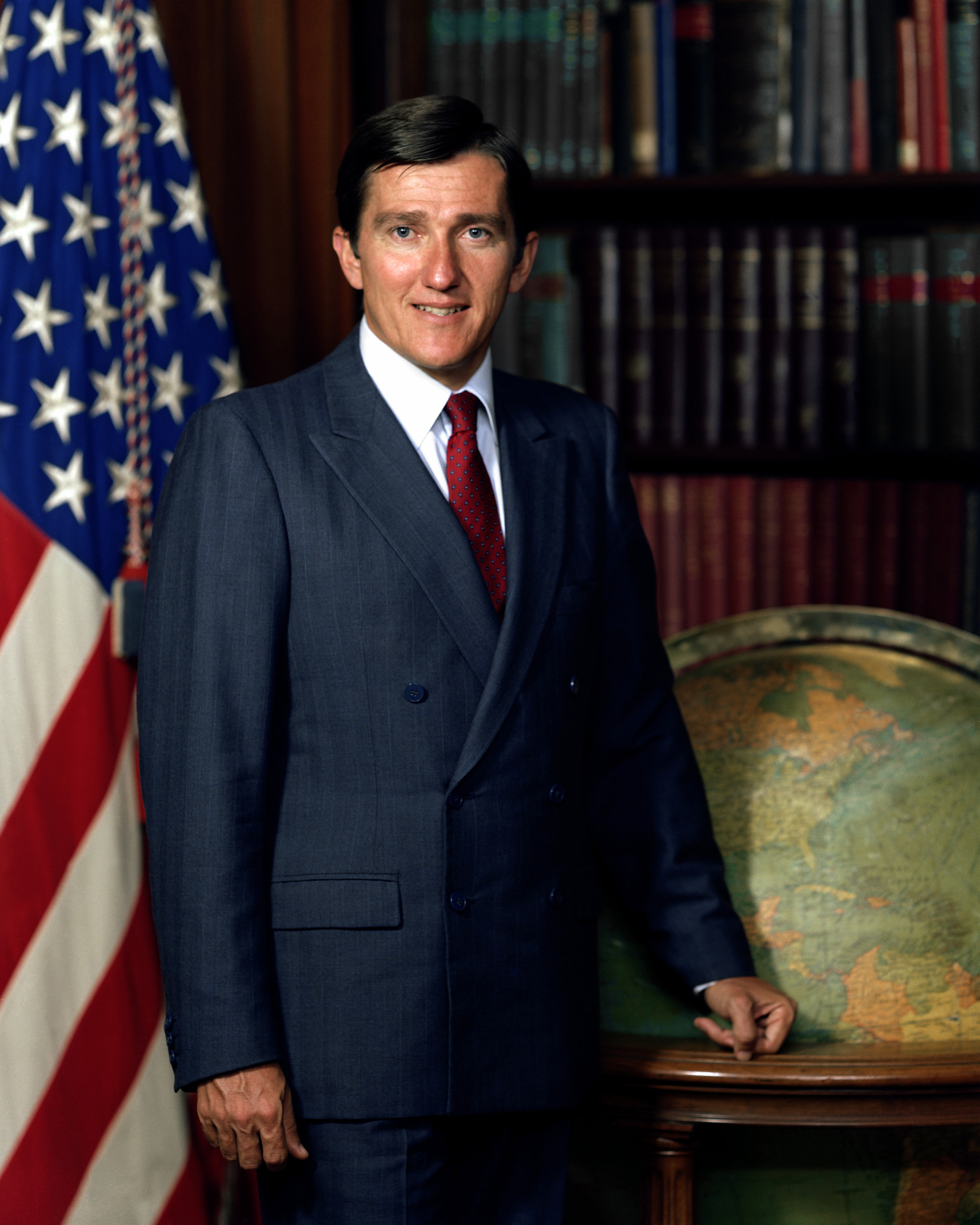
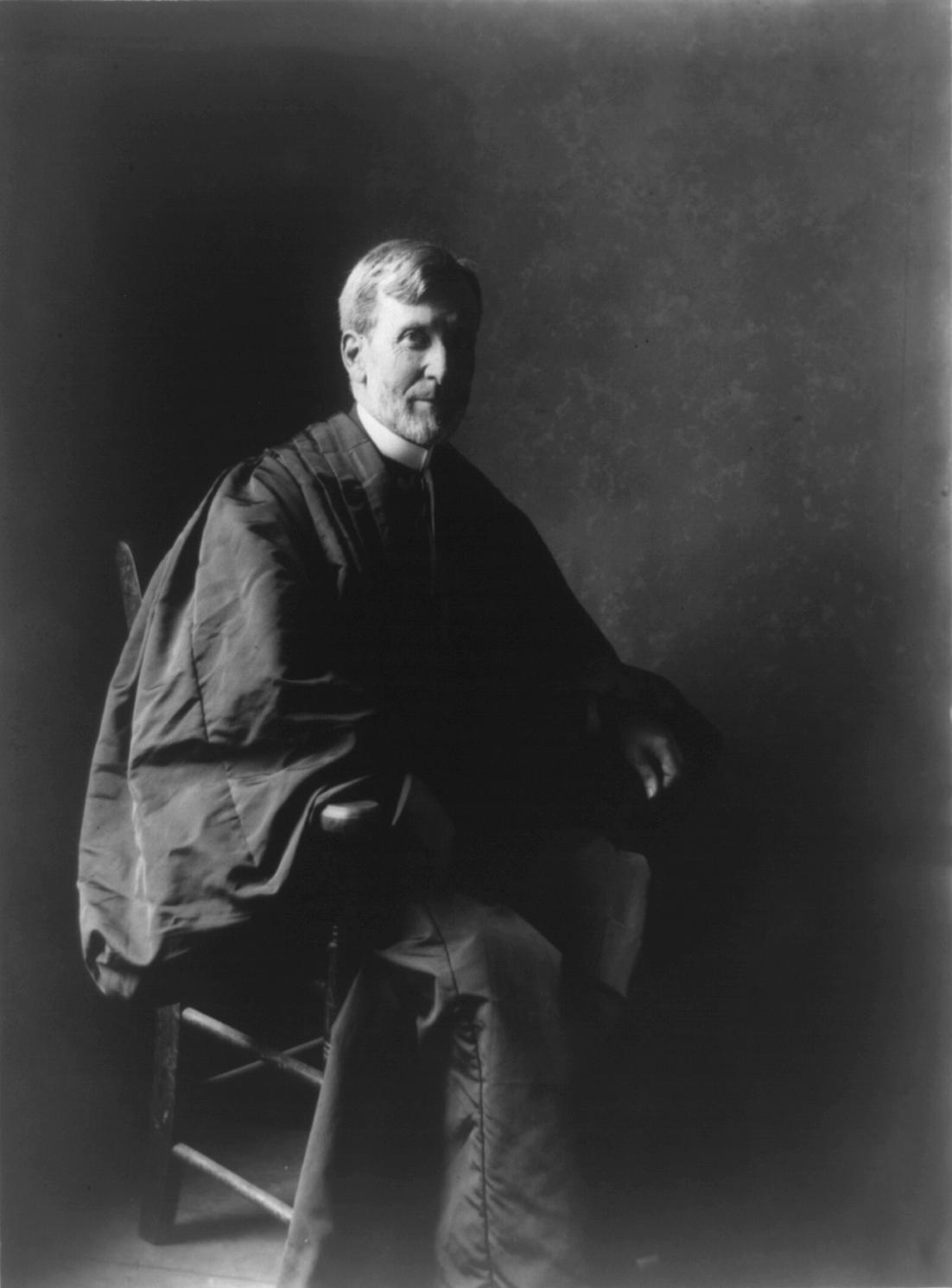